# Малопобиванська сільська рада
Малопобиванська сільська рада — колишній орган місцевого самоврядування у Гадяцькому районі Полтавської області з центром у селі Мала Побиванка.

## Населені пункти
Сільраді були підпорядковані населені пункти:
- c. Мала Побиванка
- с. Глибока Долина
- с. Пирятинщина